# Heinrich Eckert (Fotograf)

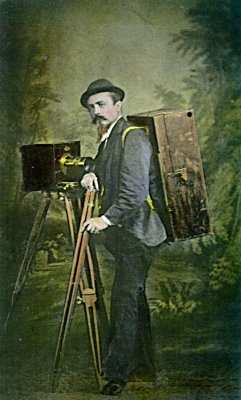
Selbstporträt von Heinrich Eckert mit seiner Kamera, 1870

Heinrich Eckert, tschechisch Jindřich Eckert (* 22. April 1833 in Prag; † 28. Februar 1905 ebenda) war ein böhmischer Fotograf.

## Leben
Nach einer Ausbildung am Prager Polytechnikum arbeitete Eckert als Zollbeamter. 1863 eröffnete er ein Atelier für Portraitfotografie. Neben Porträts erstellte er auch allegorische Kompositionen und Tableaux vivants. Heute ist er vor allem wegen seiner Landschafts- und Architekturfotografien bekannt, die vor allem dokumentarischen Wert haben. Unter seinem Werk befinden sich zahlreiche Lichtdrucke aus Prag, aber auch Fotosammlungen aus dem Böhmerwald und dem Riesengebirge.

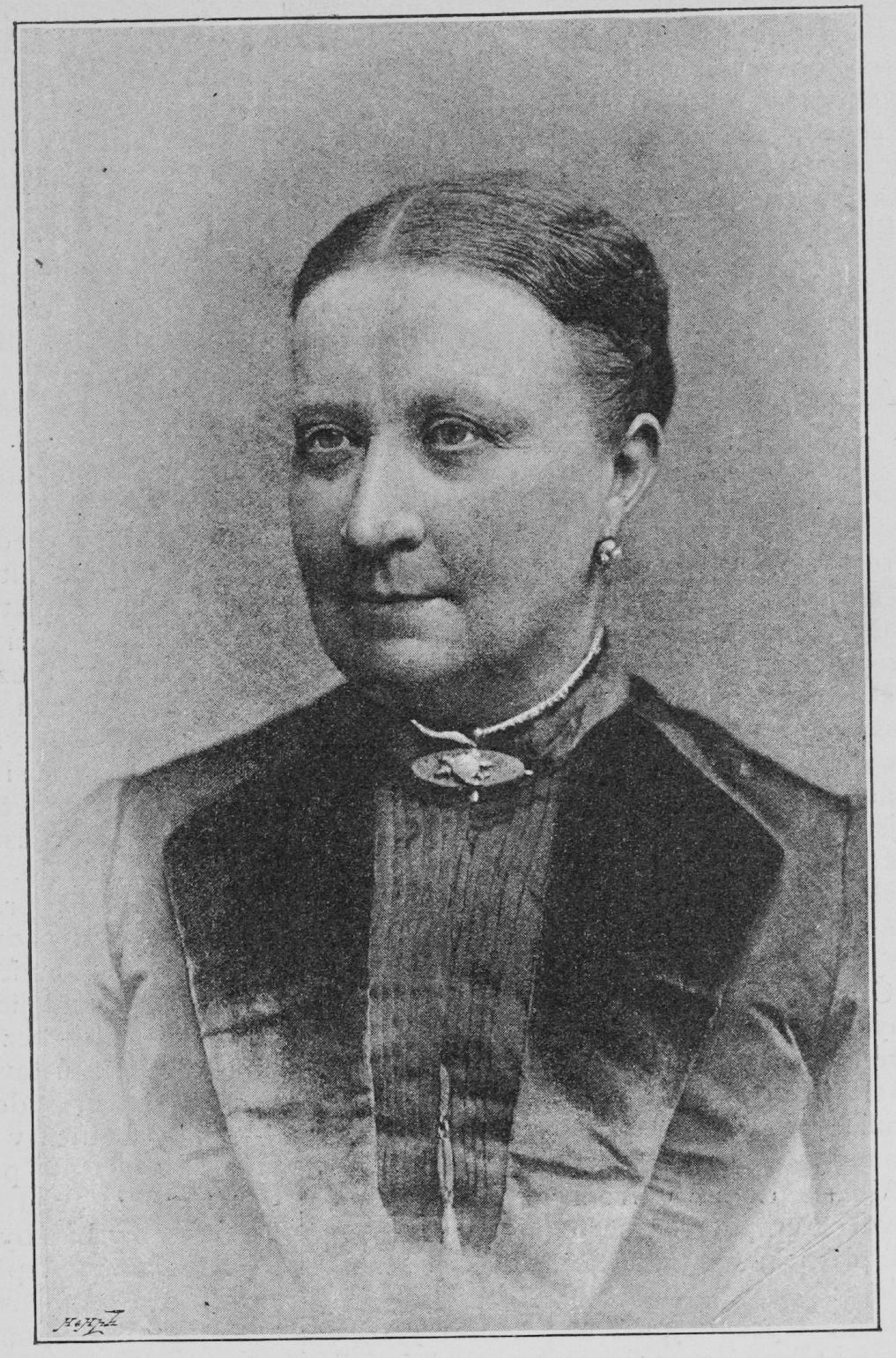
Porträt von Louisa Olivová, 1890
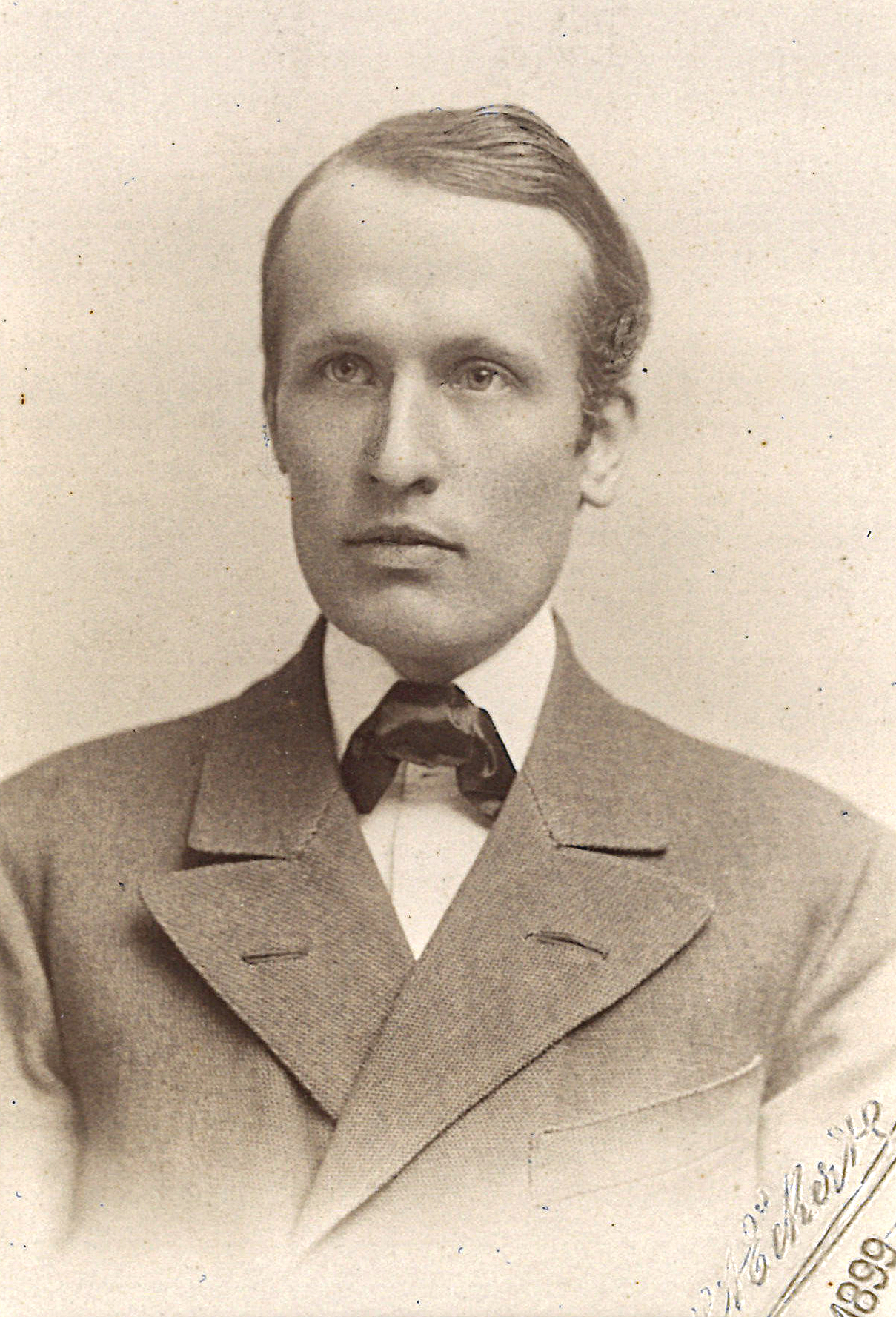
Porträt von Egon von Oppolzer, 1899
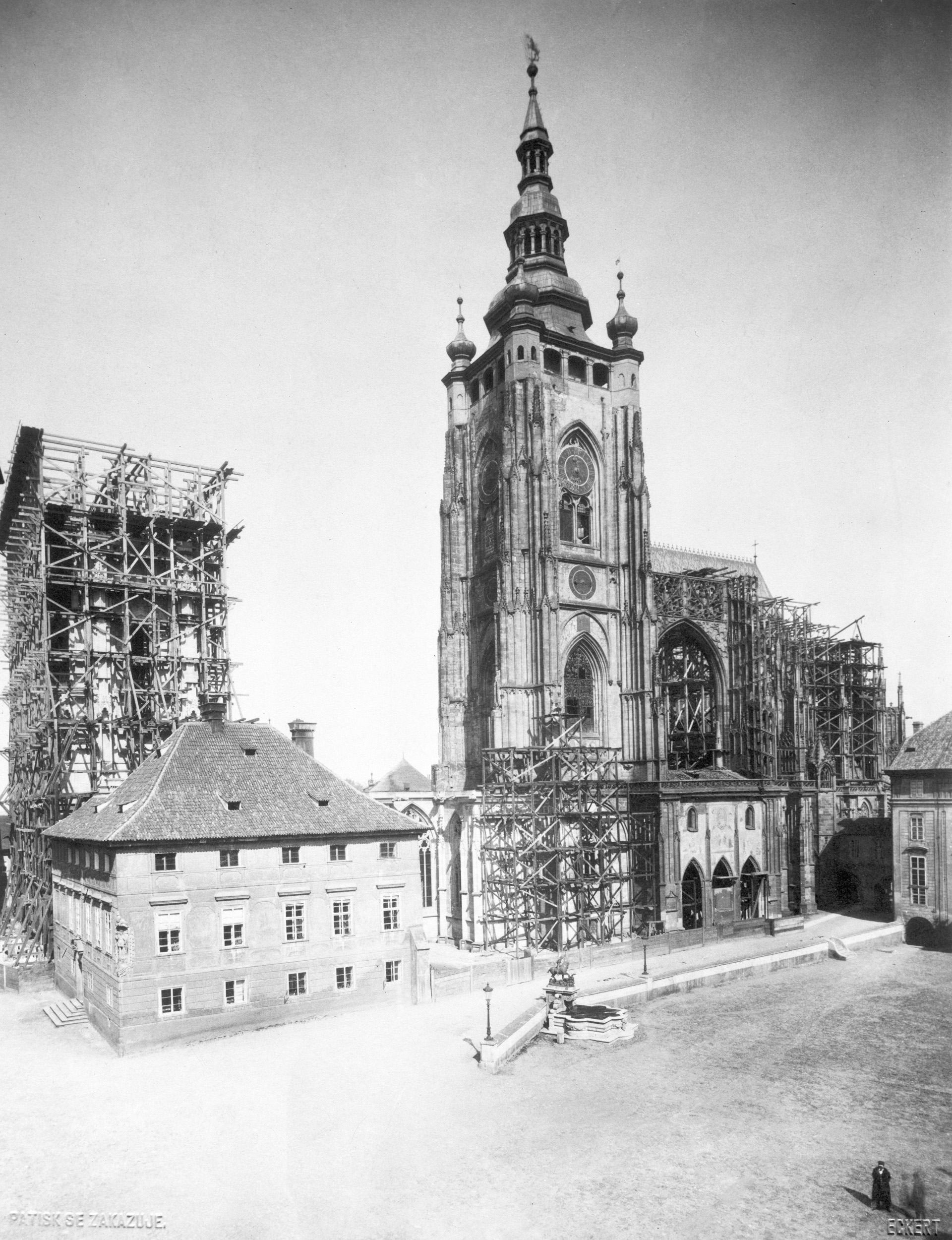
Veitsdom im Bau
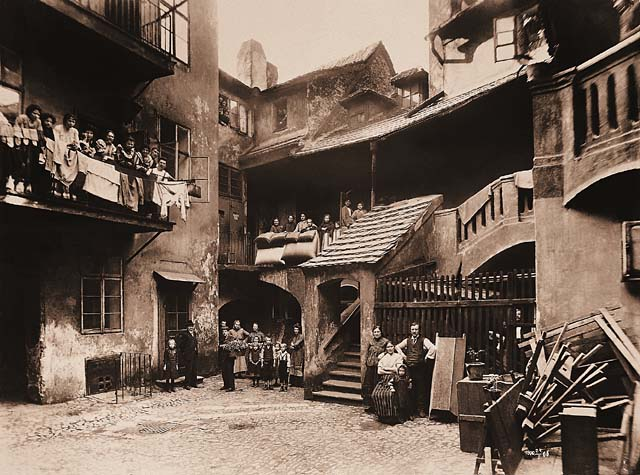
Alte Prager Josefstadt
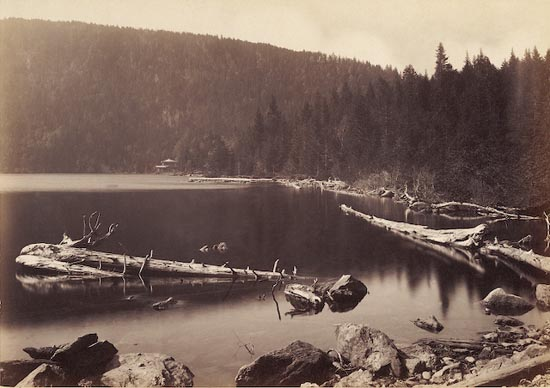
Černé jezero im Böhmerwald